# Renan Barão
Renan do Nascimento Mota Pegado (Natal, 27 februari 1987) - alias Renan Barão, - is een Braziliaans MMA-vechter. Hij was van juli 2012 tot januari 2014 interim- en van januari 2014 tot maart 2014 algeheel wereldkampioen in het bantamgewicht (tot 61 kilo) bij de UFC.

## Carrière
Barão werd opgeleid bij Kimura Nova União, een sportschool voor Braziliaans jiujitsu, worstelen en MMA. Hij maakte in 2005 zijn debuut tegen João Paulo Rodrigues en verloor op basis van een unanieme jurybeslissing. Dat bleek ruim negen jaar later de enige nederlaag in zijn eerste 34 MMA-partijen. Barão vocht in de eerste vijf jaar van die tijd voor een gevarieerd aantal, veelal kleinere Braziliaanse bonden. De enige onderbreking in de reeks overwinningen die hij daarbij opbouwde, was een gelijkspel (no contest) in zijn twaalfde partij. Dit kwam doordat hij als gevolg van een illegale actie van tegenstander Claudemir Souza niet verder kon.
Barão bouwde tot en met februari 2010 een score op van 23 overwinningen in 24 wedstrijden, waarna hij in juni van dat jaar debuteerde onder de vlag van de World Extreme Cagefighting (WEC). Hiervoor kwam hij twee keer in actie. Beide wedstrijden won hij op basis van submissie (armklem en verwurging). Het evenement waarop zijn tweede WEC-zege boekte, was het laatste in het bestaan van de WEC. Die ging daarna op in de UFC. Barão ging mee. Ook hier zette hij zijn zegereeks voort, tegen achtereenvolgens Cole Escovedo (anonieme jurybeslissing), Brad Pickett (submissie) en Scott Jorgensen (anonieme jurybeslissing).
Urijah Faber zou in juli 2012 tegen regerend UFC-kampioen bantamgewicht Dominick Cruz vechten voor de titel. Cruz raakte alleen geblesseerd, waardoor Barão in zijn plaats tegen Faber vocht voor een interim-titel in de gewichtsklasse. Barão moest die dag voor het eerst in zijn carrière vijf ronden van vijf minuten volmaken, maar na afloop wees de jury hem unaniem aan als winnaar. Het was de bedoeling dat de Braziliaan daarna tegen Cruz zou vechten voor de algehele UFC-titel in het bantamgewicht, maar Cruz ging van blessure naar blessure. Barão verdedigde daarom in plaats daarvan de interim-titel tegen achtereenvolgens Michael McDonald (submissie) en Eddie Wineland (technische knock-out, TKO). Daarmee was hij de eerste in de geschiedenis van de UFC die een interim-titel meer dan eens verdedigde.
Nadat hij 27 maanden achter elkaar niet kon vechten vanwege aanhoudend blessureleed, deed Cruz in januari 2014 afstand van de UFC-titel bantamgewicht. Hierop zette de UFC Barão's interim-titel om in de algehele. Hij verdedigde die één keer, in een tweede ontmoeting met Faber. Deze keer sloeg hij de Amerikaan binnen vier minuten in de eerste ronde technisch knock-out (TKO). T.J. Dillashaw ontnam Barão in mei 2014 de titel door middel van een TKO in de vijfde ronde van hun gevecht. Het was de tweede nederlaag in zijn profcarrière en de eerste in ruim negen jaar. Barão richtte zich op met een overwinning op Mitch Gagnon (submissie), maar Dillashaw sloeg hem daarna in juli 2015 ook in een tweede onderling titelgevecht TKO, nu in de vierde ronde.
Barão maakte op 29 mei 2016 zijn debuut als vedergewicht (tot 66 kilo). Hij verloor die dag op basis van een unanieme jurybeslissing van Jeremy Stephens, op dat moment de nummer #9 van de uitdagers in die gewichtsklasse. Hij won vier maanden later wel van Phillipe Nover, middels een unanieme jurybeslissing. Hij verloor op 29 juli 2017 vervolgens van Aljamain Sterling (unanieme jurybeslissing).